# Шатохин, Дмитрий Александрович
Дмитрий Александрович Шатохин (род. 8 апреля 1980, Усть-Куломский район, Коми АССР) — российский государственный деятель, член Совета Федерации России от исполнительного органа государственной власти Республики Коми (с 2016 по сентябрь 2020 года).

## Биография
Родился 8 апреля 1980 года в посёлке Диасерья Усть-Куломского района Коми АССР.
В 2000 году окончил Сыктывкарский педагогический колледж, в 2003 году — Сыктывкарский государственный университет.
В 2013 году в рамках Президентской программы подготовки управленческих кадров окончил Сыктывкарский Государственный Университет по направлению «Менеджмент».
В 2015 году прошел повышение квалификации в Сыктывкарском лесном институте (филиале «Санкт-Петербургского государственного лесотехнического университета имени С. М. Кирова») по направлению «Новые требования к руководителю в системе государственного и муниципального управления».
2018 г. – профессиональная переподготовка по программе «Подготовка и переподготовка резерва управленческих кадров» (РАНХиГС, Президентская программа – квалификация «Специалист в области государственного и муниципального управления»).
Имеет классный чин Советника государственной гражданской службы Республики Коми 3 класса.
Женат, имеет двоих детей.

### Трудовая деятельность
2003—2007 гг. — заведующий воспитательным отделом КРГУДО «Лицей управленческого резерва» (г. Сыктывкар);
2007—2010 гг. — консультант-эксперт отдела комитета по социальной политике Государственного Совета Республики Коми;
2010—2011 гг. — заместитель руководителя администрации муниципального образования городского округа «Сыктывкар»;
2011—2015 гг. — глава муниципального образования муниципального района «Усть-Куломский» — руководитель администрации района;
2015—2016 гг. − председатель Комитета Государственного Совета Республики Коми по бюджету, налогам и экономической политике.
22 сентября 2016 − 23 сентября 2020 гг. — член Совета Федерации Федерального Собрания Российской Федерации, представитель от исполнительного органа государственной власти Республики Коми. Член Комитета Совета Федерации по бюджету и финансовым рынкам.
июль 2021 - август 2022 - начальник департамента цифровизации и государственных услуг Пенсионного Фонда Российской Федерации
с марта 2023 года - заместитель руководителя Центра инициативного бюджетирования Научно-исследовательского финансового института Минфина России 

### Общественная деятельность
2004—2007 гг. — Председатель Молодежного Парламента Республики Коми, член Общественной Молодежной Палаты при Государственной Думе Федерального Собрания Российской Федерации;
2007 г. — член Общественной Палаты Республики Коми;
с 2015 г. — член Палаты молодых законодателей при Совете Федерации Федерального Собрания Российской Федерации;
2015 г. — председатель Ассоциации «Совет муниципальных образований Республики Коми»;
С 2016 г. — председатель Усть-Куломского землячества г. Сыктывкар;
С 2017 г. — президент Федерации футбола Республики Коми;
С 2017 г. вошел в состав резерва управленческих кадров, находящихся под патронажем Президента России («Первая сотня» кадрового резерва Президента).

### Партийная деятельность
С 2011 г. — член Всероссийской политической партии «ЕДИНАЯ РОССИЯ»; член политсовета Коми Регионального отделения Всероссийской политической партии «ЕДИНАЯ РОССИЯ»;
С 2017 г. вошел в руководящий состав Межрегионального координационного совета «Единой России» по Северо-Западному округу.